# Tertulia de creadores

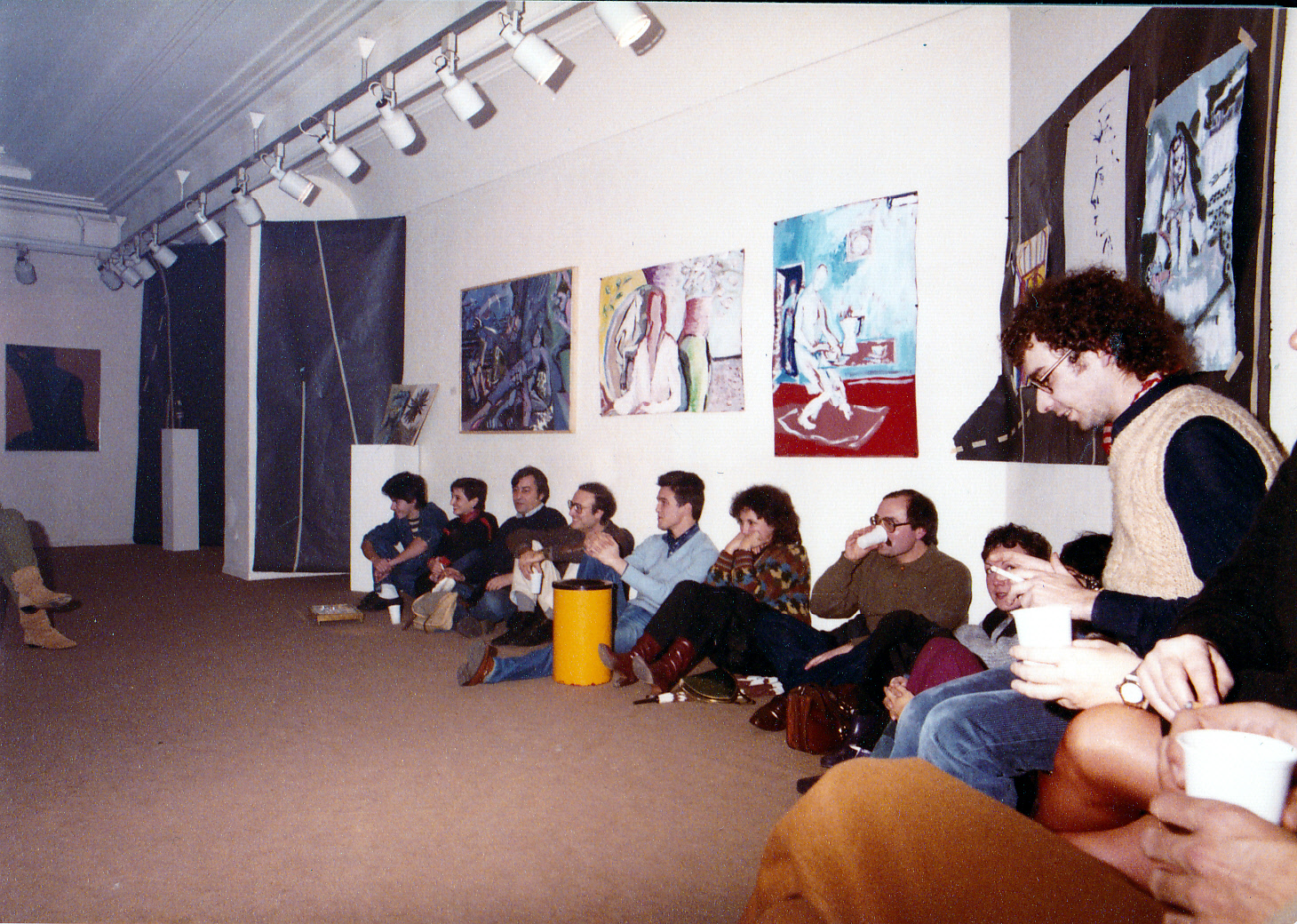
Tertulia de Creadores

La Tertulia de Creadores — littéralement « réunion sociale de créateurs », en espagnol — est une réunion organisée où ont lieu des débats, conférences, expositions, lectures et happenings dans la salle Minerva du Círculo de Bellas Artes, à Madrid, en 1983 et 1984. Dirigés par Gregorio Morales, ces réunions deviennent un événement très représentatif de la movida madrilène et, fondamentalement, de son aspect littéraire.

## Histoire
La première session a lieu le 18 octobre 1983, avec pour titre Modernismo y Posmodernismo. Un análisis del momento creativo actual, soit « Modernisme et Post-modernisme. Une analyse du moment créatif actuel », avec la participation de Borja Casani, José Tono (es), Llorenç Barber et Gregorio Morales, qui la dirige.
Avec une ambiance plastique créée par Kiko Feria et Valentín Zapata, suivent plusieurs sessions dans lesquelles interviennent Ramón Mayrata, Manolo Ferreras, Javier Rioyo, Luis Antonio de Villena, Lourdes Ortiz (es), Marcos Ricardo Barnatán, Jesús Ordovás (es), Óscar Ladoire (es), Vicente Molina Foix (es), Luis Eduardo Aute, José Ramón Ripoll (es), Santiago Auserón, Fernando Márquez, José María Parreño, Juan Ramón Yuste (es), José Luis Tirado, Elsa López, Sigfrido Martín Begué, Jesús del Pozo (es), Vicente Verdú (es), Javier Vallhonrat, Jaime Munárriz, Nacho Canut (es), Ouka Leele, etc.
Le 13 mars 1984 a lieu le débat Narrativa en la Post-modernidad, soit « La Narrative dans la post-modernité », qui est considéré comme le lancement officiel de la Littérature de la movida. Ont participé à cette session Javier Barquín, José Antonio Gabriel y Galán (es), José Tono, Luis Mateo Díez, Ramón Mayrata (es) et Gregorio Morales.
Selon l'écrivaine Espido Freire, « même la littérature et le journalisme, toujours conservateurs, reflètent ce changement [celui de la Movida]. La revue La Luna détectait les tendances ; Paco Umbral, un soixante-huitard sans-gêne, convertissait la ville en protagoniste dans ses colonnes ; Luis Antonio de Villena, Tono, Gregorio Morales, définissaient la post-modernité au Círculo de Bellas Artes. »

## Objectifs
Selon l'un des programmes qui ont été imprimés dans les invitations, « dans la Tertulia de Creadores, nous avons mitraillé l'art depuis tous les angles possibles, comme ces thaumaturges qui, après avoir enfermé dans une boîte une jolie fille, la transpercent avec des épées sans laisser d'option pour le salut (…) Ainsi nous la voyons désormais, après avoir maltraité et troué la création jusqu'à en faire une passoire, depuis une perspective différente, plus étrange et exotique, plus pleine de potentialité ».
Ainsi, l'objectif fondamental était de mélanger tous les types d'expression artistique, de la plastique à la mode en passant par la littérature, la poésie, le cinéma, la musique, etc. La Tertulia de Creadores génère une ambiance d'effervescence où les idées des uns tournent à l'avantage des autres, indépendamment de l'art pratiqué.
Gregorio Morales recrée toute cette ambiance dans ses romans La Cuarta locura (1989) et surtout dans La individuación (2002).